# Mount Discovery
Mount Discovery är en vulkan i Antarktis. Den ligger i Östantarktis. Nya Zeeland gör anspråk på området. Toppen på Mount Discovery är 2 681 meter över havet.
Mount Discovery är den högsta punkten i trakten.